# يوهان أندريه
يوهان راينهارد جيرهارد أندريه هو عالم طبيعة، وكيميائي، وجيولوجي، هانفوري عاش في عصر التنوير. ويشار إليه عالمياً بالموسوعي، وكان ذائع الصيت حول أوروبا خصوصاً لمجموعته فالتاريخ الطبيعي و لأعماله العلمية الرائدة و المؤثرة حول التربة واستخداماتها حول الزراعة الحديثة. وكان صديقاً للعديد من العلماء البارزين في ذلك العصر، كبنجامين فرانكلين، بيتر فان موشنبروك، و جورج شو. قام صديقه العالم النباتي جاكوب فريدريش إيرهارت بتسمية الجنس أندريه تكريماً له. وكان يوهان أندريه يعرف على أنه من أهم فاعلي الخير البارزين في هانفور حينها.